# Cerri (cognome)
Cerri è un cognome di lingua italiana.

## Varianti
Carrà, Cereda, Ceretti, Ceri, Ceriola, Cerioli, Ceriolo, Cerra, Cerrata, Cerrato, Cerretani, Cerretelli, Cerreti, Cerreto, Cerretti, Cerrina, Cerrito, Cerro, Cerrone, Cerroni, Cerrosi, Cerruti, Cerruto, Ceruti, Cerutti, Cierro.

## Origine e diffusione
Cognome tipicamente settentrionale, è presente prevalentemente in Piemonte.
Potrebbe derivare dal nome del cerro, pianta, dal latino cerrus, "legno duro d'albero", e dai mestieri legati ad esso, o da alcuni toponimi. In Italia meridionale potrebbe presentare un significato simile a quello del cognome Ricci, dal latino cirrus, "ricciolo". È inoltre, in Lombardia, potenzialmente legato ad alcune varianti del cognome Baldassarri.
Le varianti Cerrato e Cerreti sono toscane; Cerreto, Cerrone, Cierro e Cerruto sono centro-meridionali, specialmente campani; Cereda è lombardo.

## Persone
- Felice Cerri – calciatore italiano
- Franco Cerri – chitarrista italiano
- Gilda Cerri – cestista italiana